# Avon Championships of Detroit 1981
Avon Championships of Detroit 1981  — жіночий тенісний турнір, що проходив на закритих кортах з килимовим покриттям Cobo Hall & Arena в Детройті (США) в рамках циклу Avon Championships 1981. Відбувсь удесяте і тривав з 2 до 8 лютого 1981 року. Несіяна Леслі Аллен здобула титул в одиночному розряді й отримала за це 24 тис. доларів США.

## Фінальна частина

### Одиночний розряд
Леслі Аллен —  Гана Мандлікова 6–4, 6–4

### Парний розряд
Розмарі Касалс /  Венді Тернбулл —  Гана Мандлікова /  Бетті Стов 6–4, 6–2

## Розподіл призових грошей
| Дисципліна       | П       | F       | 3-тє   | 4-те   | ЧФ     | 1/8    | 1/16 |
| Одиночний розряд | $24,000 | $12,000 | $6,500 | $6,200 | $3,000 | $1,600 | $900 |

## Нотатки
1. ↑  Аллен стала першою афроамериканкою, що виграла професійний тенісний турнір від часів Алтеї Гібсон 1958 року, хоча Рене Блаунт також приписують це досягнення (перемога на Futures of Columbus 1979).[2][3]